# Констракта
Ана Джурич (серб. Ана Ђурић), в девичестве Игнятович (серб. Игњатовић), известная под творческим псевдонимом Констракта (серб. Констракта; англ. Konstrakta; род. 12 октября 1978 в Белграде) — сербская певица, автор-исполнитель, участница инди-поп-группы Земља грува!, которая обрела большую популярность в 2010-х годах в Сербии. Представляла Сербию на конкурсе песни «Евровидение-2022» с песней «In corpore sano». По состоянию на май 2022 года — рекордсменка среди сербских исполнителей по количеству прослушиваний за месяц на платформе Spotify (более 1,3 млн.).

## Семья
Родилась и выросла в ново-белградском блоке 62, училась в школе «Ужицкая Республика» (ныне ново-белградская школа имени Княгини Милицы). Отец — Слободан Игнятович (серб. Слободан Игњатовић), журналист, министр информации в Правительстве Союзной Республики Югославии. Выпускница архитектурного факультета Белградского университета. С 2009 года в браке с архитектором Миланом Джуричем, от этого брака есть дочь Лена и сын Никола. В 2017 году вместе со своей дочерью Леной снялась в клипе Марии Жежель на песню «Louder Than a Drum».

## Музыкальная карьера
Ана выбрала творческий псевдоним Konstrakta в 20 лет, что не только соответствовало её специальности (архитектура), но и любви к «математическому», рациональному сочинению рифм. Под этим псевдонимом она выступала в группе Mistakemistake, а также занималась профессиональной архитектурной деятельностью.

### Земља грува!

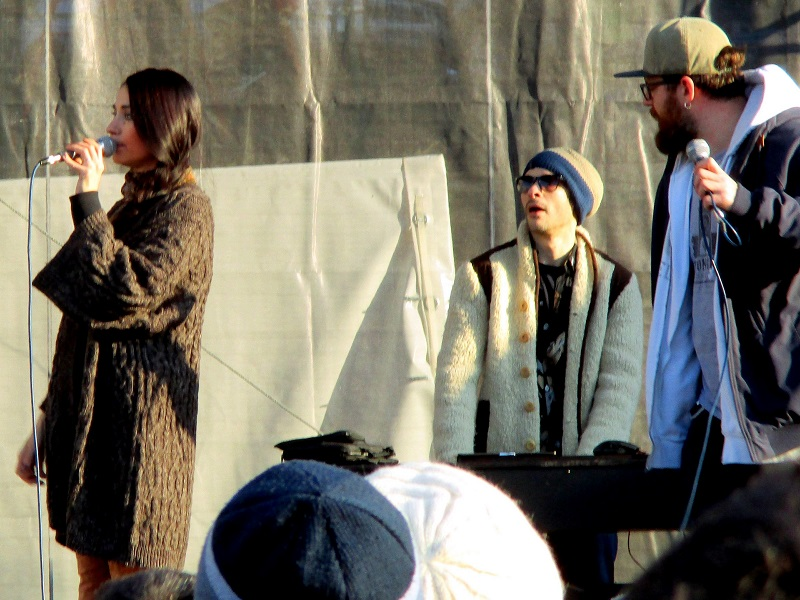
«Земља грува!» и Констракта на новогоднем концерте в Баново-Брдо (Белград, 2017 год)

Начиная карьеру в малоизвестной группе Mistakemistake, настоящую славу себе Констракта снискала как вокалистка белградской группы «Земља грува!», основанной в 2007 году. Группа выпустила три альбома — WTF Is Gruveland? в 2010 году, «Дино у Земљи Грува» в 2013 году (источником вдохновения послужили песни хорватского певца Дино Дворника) и «Шта стварно желиш?» в 2016 году. Из известных хитов группы выделяются песни «Најлепше жеље» (2010), «Нисам знала да сам ово хтела» (2011) и «Јаче манијаче» (2013). В 2008 и 2009 годах группа участвовала в национальном отборе на «Евровидение» с песнями «Чудесни светови» и «Свеједно ми је» соответственно.
Констракта является автором ряда песен группы, в том числе «Нисам знала да сам ово хтела», «Мама», «Туга», «Ђанго». Одним из основателей группы был гитарист Мирослав Нинич, который написал под псевдонимом Тата Мики демо-версию песни «Бескрајно», будучи неизлечимо больным и ожидания пересадки костного мозга. Уже после его смерти в 2019 году обработанную версию песни исполнила Констракта с «Земља грува!».

### Сольная карьера
В рамках проекта JBG свою первую сольную песню под названием «Жваке» Констракта выпустила в 2019 году. Вторую песню «Неам шамана» в виде сингла выпустила в 2020 году: по словам Констракты, источником вдохновения для текста послужила история певицы Эмины Яхович, которая после развода обратилась за помощью к шаману. При этом Ана оговорилась, что хотя название песни звучит цинично, ничего плохого против Эмины она не имеет и любит её как коллегу и как автора песен.
В 2019 году Констракта снялась в фильме «Небесная тема» о югославском и сербском певце Владе Дивляне. В 2020 году приняла участие в конференции по борьбе против курения «Слышим ли мы друг друга?» (серб. Да ли се чујемо?).
19 апреля 2022 года было объявлено о выступлении Констракты на музыкальном фестивале Exit в Нови-Саде. Она выступила 10 июля, при этом став хедлайнером фестиваля. В 2023 году Констракта стала послом программы «Новая грамотность» (серб. Нова писменост), специализирующейся на развитие цифровой и медийной грамотности и поддерживаемой USAID.

### «Евровидение-2022»

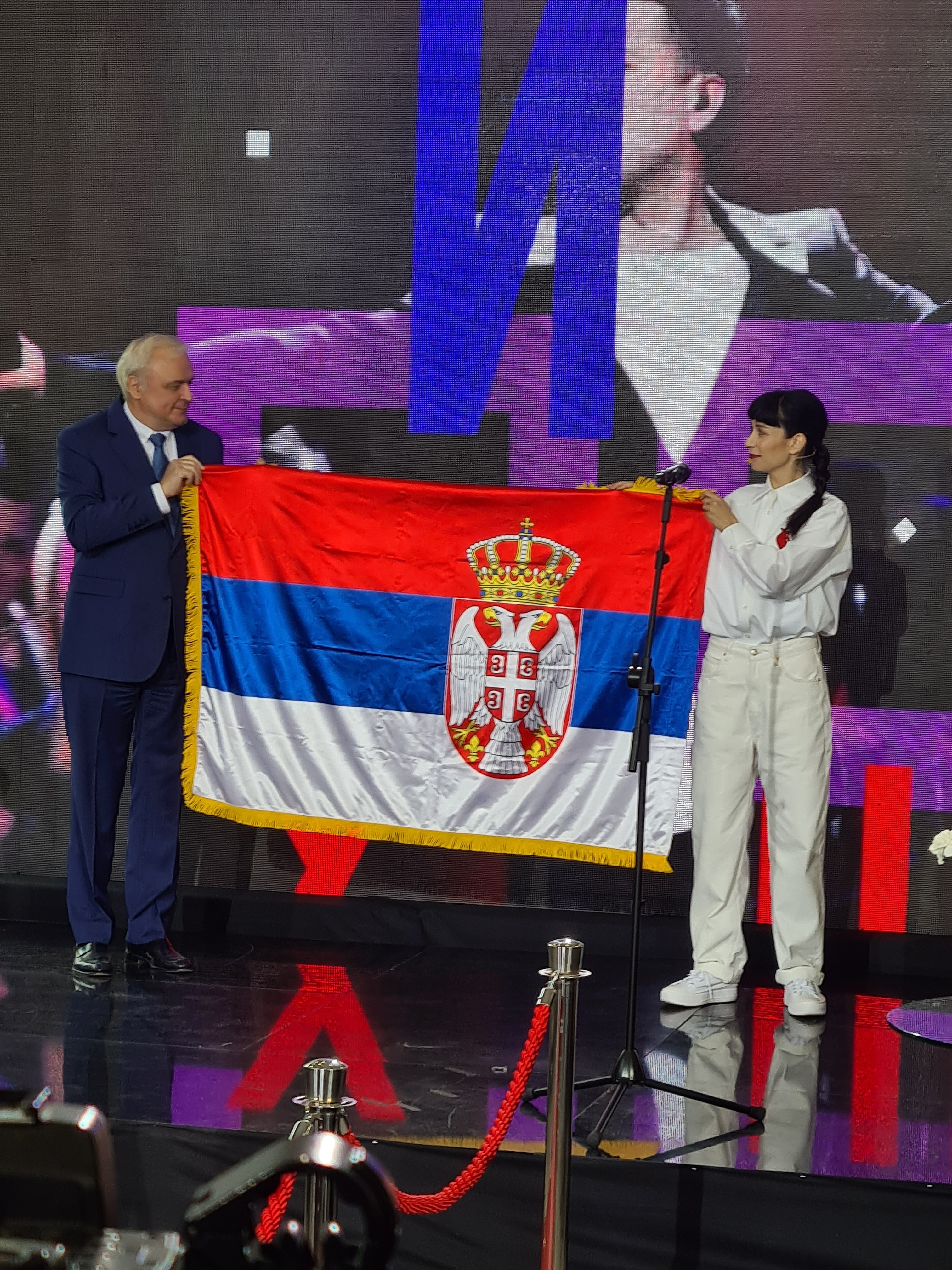
Директор РТС Драган Буйошевич вручает флаг Сербии Констракте после её победы на национальном отборе

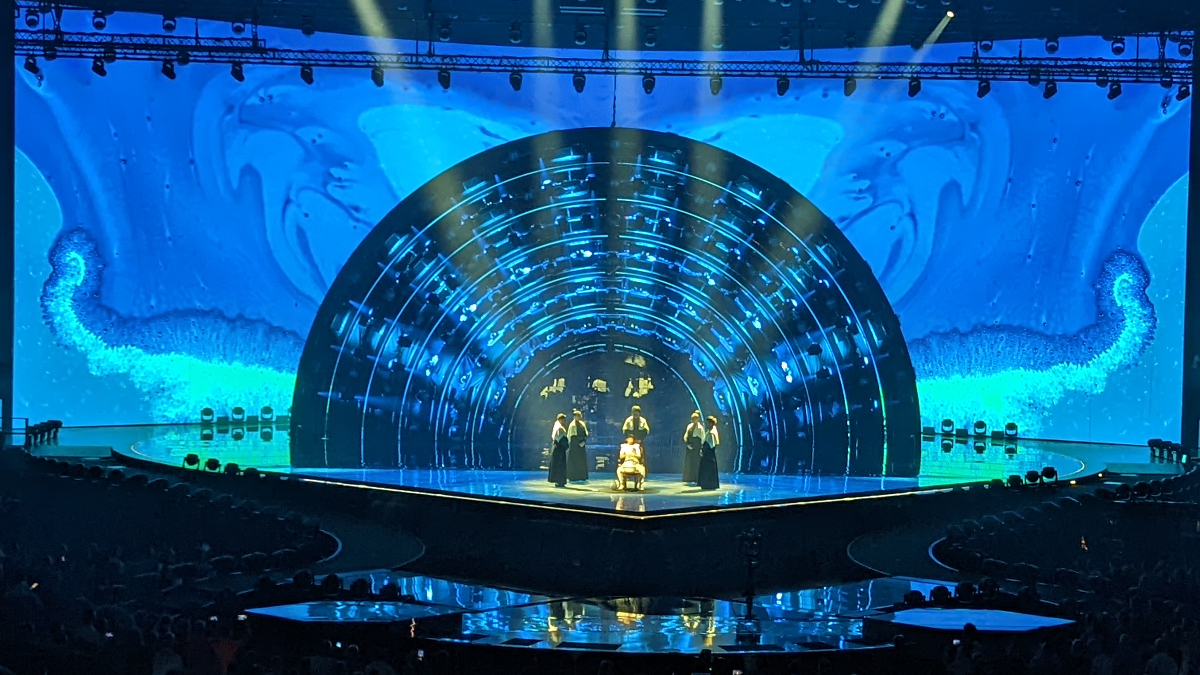
Выступление Констракты во втором полуфинале «Евровидения»

8 февраля 2022 года Констрактой была представлена песня «In corpore sano», которую Радио и телевидение Сербии включило в национальный отбор для выбора представителя Сербии на конкурс песни «Евровидение-2022». Авторами песни были Констракта и Милован Бошкович (MC Милован), её коллега из «Земља грува!». 28 февраля 2022 года Констракта выпустила 12-минутный видеоклип под названием «Триптих», который представлял собой последовательно клипы на три песни — «Нобл», «In corpore sano» и «Мекано». Автором этой идеи была сама Констракта, а в съёмках клипа ей помогали Ана Родич и Майя Узелац. Песни и клип представляли собой иллюстрации современной жизни в Сербии.
Номинально Констракта считалась аутсайдером всего конкурса, но в первом полуфинале национального отбора выступила успешно и вышла в финал. 5 марта в финале отбора Констракта с песней «In corpore sano» одержала безоговорочную победу, заняв 1-е место и по версии жюри, и по версии зрителей, благодаря чему получила право выступить на «Евровидении». Согласно официальным данным, Констракта набрала 31,34 % голосов зрителей и жюри. Перед конкурсом певице пожелали удачи многие представители общественности, в том числе патриарх Порфирий и Новак Джокович.
Она выступила во втором полуфинале конкурса под 3-м порядковым номером и заняла 3-е место, выйдя в финал с 237 баллами (63 балла жюри и 9-е место по их версии, а также 174 балла телезрителей и 2-е место по их версии). В финале она выступила под 24-м порядковым номером и заняла итоговое 5-е место с 312 баллами: 87 баллов от жюри (11-е место по версии жюри) и 225 баллов от зрителей (4-е место по версии зрителей). По мнению члена рэп-группы «Београдски синдикат» Феджи Димовича, Констракта добилась успеха благодаря необычному жанру и формату выступления, которые не были характерными для «Евровидения»: победе Сербии на конкурсе, по его словам, помешал тот факт, что в тот год победа Украины уже была «предрешена».

### После «Евровидения»
После завершения «Евровидения» Констракта со своей песней «In corpore sano» впервые в истории сербской музыкальной индустрии попала в чарты Spotify, а именно в Viral Global Songs 50, заняв сходу 23-е место и затем поднявшись до 7-го места к 19 мая 2022 года.
14 октября Констракта оказалась в числе выдвинутых на премию «Грэмми-2023» исполнителей в категориях «Лучшее глобальное музыкальное исполнение» (за песню «In corpore sano») и «Лучший новый исполнитель».
В 2024 году Констракта участвовала в национальном отборе Сербии на Евровидении-2024 с песней «Novo, bolje» под 13-м порядковым номером, и заняла 2-е место в полуфинале и по версии жюри, и по версии зрителей, получив 34% от всех голосов, и успешно прошла в финал. В финале она получила 26% всех голосов и заняла 3-е место по версии жюри, и по версии зрителей и заняла 4 место в финале с учётом очков.  В 2024 году она так-же получила премию OGAE за лучшую Сербскую песню.

## Дискография

### Синглы
| Название        | Год  | Высшая позиция | Высшая позиция | Высшая позиция | Высшая позиция | Высшая позиция | Высшая позиция | Высшая позиция | Альбом                         |
| Название        | Год  | HRV            | SRB            | LTU            | ISL            | NED            | SWE            | GRE            | Альбом                         |
| --------------- | ---- | -------------- | -------------- | -------------- | -------------- | -------------- | -------------- | -------------- | ------------------------------ |
| Жваке           | 2019 | —              | —              | —              | —              | —              | —              | —              | Вне альбома                    |
| Неам шамана     | 2020 | —              | —              | —              | —              | —              | —              | —              | Вне альбома                    |
| In corpore sano | 2022 | 1              | 1              | 11             | 15             | 19             | 63             | 80             | Вне альбома (входят в Триптих) |
| Мекано          | 2022 | —              | —              | —              | —              | —              | —              | —              | Вне альбома (входят в Триптих) |
| Нобл            | 2022 | —              | —              | —              | —              | —              | —              | —              | Вне альбома (входят в Триптих) |
| Ево, обећавам!  | 2023 | —              | —              | —              | —              | —              | —              | —              | Вне альбома                    |